# 기후 육군항공정비학교
기후 육군항공정비학교(岐阜陸軍飛行学校)는 일본 제국 기후현 기후시에 있던 일본 제국 육군의 병과학교였다. 1943년 4월 8일부터 1945년 8월 18일까지 운영되었다.